# Liga Profesional Saudí 2013-14
La temporada 2013-14 de la Liga Saudí fue la 39ª edición de la Liga Profesional Saudí la máxima categoría del fútbol Saudi.
El campeón de esta edición fue el club Al-Nassr, que consiguió su 7° título nacional y el primero desde 1995.
Los tres mejores clasificados en el torneo nacional acceden a la Liga de Campeones de la AFC para el año 2015.

## Ascensos y descensos
| Pos. | Descendidos de 1ª División |
| ---- | -------------------------- |
| 13.º | Hajer                      |
| 14.º | Al-Wahda                   |

| Pos. | Ascendidos de 2ª División |
| ---- | ------------------------- |
|      | Al-Oruba FC               |
|      | Al-Nahda                  |

## Equipos participantes

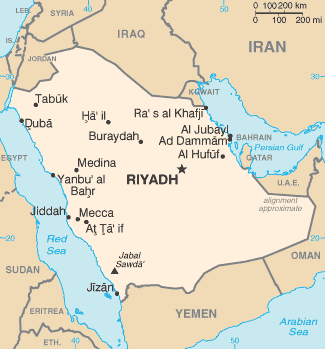
Arabia Saudita.

| Club        | Ciudad   | Estadio                                        | Capacidad |
| ----------- | -------- | ---------------------------------------------- | --------- |
| Al-Ahli     | Jeddah   | Prince Abdullah Al-Faisal Stadium              | 23.000    |
| Al-Shoalah  | Al Kharj | Al-Shoalah Club Stadium                        | 8.000     |
| Al-Fateh    | Al-Hasa  | Prince Abdullah bin Jalawi Stadium             | 27.550    |
| Al-Hilal    | Riad     | King Fahd Stadium                              | 67.000    |
| Al-Ettifaq  | Dammam   | Prince Mohamed bin Fahd Stadium                | 26.000    |
| Al-Ittihad  | Jeddah   | Prince Abdullah Al-Faisal Stadium              | 23.000    |
| Al Nassr    | Riad     | King Fahd Stadium                              | 67.000    |
| Al Raed     | Buraydah | King Abdullah Sport City Stadium               | 25.000    |
| Al-Shabab   | Riad     | King Fahd Stadium                              | 67.000    |
| Al-Oruba FC | Sakakah  | Al-Oruba Club Stadium                          | 5.000     |
| Najran SC   | Najrán   | Al Akhdoud Club Stadium                        | 2.800     |
| Al-Faisaly  | Harmah   | Prince Salman Bin Abdulaziz Sport City Stadium | 7.000     |
| Al-Taawon   | Buraydah | King Abdullah Sport City Stadium               | 25.000    |
| Al-Nahda    | Dammam   | Prince Mohamed bin Fahd Stadium                | 26.000    |

## Tabla General
- tabla final, 6 de marzo 2014

| --- | Pos | Club             | PJ | PG | PE | PP | GF | GC | Dif. | Pts. |
| --- | --- | ---------------- | -- | -- | -- | -- | -- | -- | ---- | ---- |
|     | 1.  | Al-Nassr         | 26 | 20 | 5  | 1  | 60 | 21 | +39  | 65   |
|     | 2.  | Al-Hilal         | 26 | 20 | 3  | 3  | 60 | 24 | +36  | 63   |
|     | 3.  | Al-Ahli (Jeddah) | 26 | 12 | 9  | 5  | 48 | 24 | +24  | 45   |
|     | 4.  | Al-Shabab        | 26 | 9  | 10 | 7  | 42 | 38 | +4   | 37   |
|     | 5.  | Al-Taawon        | 26 | 8  | 11 | 7  | 33 | 28 | +5   | 35   |
|     | 6.  | Al-Ittihad       | 26 | 8  | 8  | 10 | 45 | 46 | -1   | 32   |
|     | 7.  | Al-Faisaly       | 26 | 8  | 8  | 10 | 28 | 35 | -7   | 32   |
|     | 8.  | Al-Oruba FC (A)  | 26 | 5  | 14 | 7  | 24 | 33 | -9   | 29   |
|     | 9.  | Al Raed          | 26 | 7  | 8  | 11 | 21 | 33 | -12  | 29   |
|     | 10. | Al-Fateh SC      | 26 | 7  | 7  | 12 | 33 | 39 | -6   | 28   |
|     | 11. | Al-Najran SC     | 26 | 8  | 4  | 14 | 32 | 43 | -11  | 28   |
|     | 12. | Al-Ettifaq       | 26 | 6  | 8  | 12 | 30 | 41 | -11  | 26   |
|     | 13. | Al-Shoalah       | 26 | 6  | 8  | 12 | 30 | 42 | -12  | 26   |
|     | 14. | Al-Nahda SC (A)  | 26 | 3  | 7  | 16 | 29 | 68 | -39  | 16   |

Legenda:

(A) : Ascendido la temporada pasada.

      Campeón de Arabia Saudita, clasifica a Liga de Campeones de la AFC 2015

      clasifica a Liga de Campeones de la AFC 2015

      Desciende a la Segunda División Saudí

## Máximos Goleadores
| Jugador             | Club         | Goles |
| ------------------- | ------------ | ----- |
| Nasser Al Shamrani  | Al-Hilal     | 21    |
| Mukhtar Fallatah    | Al-Ittihad   | 20    |
| Mohammad Al Sahlawi | Al-Nassr     | 17    |
| Elton               | Al-Nassr     | 16    |
| Jandson Dos Santos  | Al-Najran SC | 14    |
| Thiago Neves        | Al-Hilal     | 13    |